# 瑟琳娜·凱爾 (萬惡高譚市)
瑟琳娜·凱爾（英語：Selina Kyle），暱稱 「小貓」（Cat），是福斯電視劇《萬惡高譚市》的虛構角色 。此角色改編自同名DC漫畫角色，其在未來會成為貓女，瑟琳娜是名處在道德模糊地帶的街頭竊賊，之後成為湯瑪士·韋恩與瑪莎·韋恩的遺孤 布魯斯·韋恩的盟友與戀愛對象。卡麥蓉·畢坎多瓦在《萬惡高譚市》大部分的播放期間飾演瑟琳娜，但在劇終集改由莉莉·西蒙斯飾演成年期的瑟琳娜。

## 角色發展
《萬惡高譚市》描述蝙蝠俠的起源故事，故事起源於布魯斯·韋恩的雙親遭到謀殺，同時也介紹蝙蝠俠的知名盟友與敵人如詹姆斯·高登、阿福·潘尼沃斯、盧修斯·福克斯、萊絲莉·湯普金斯、 企鵝人、謎語人、毒藤女以及具爭議性的小丑等人的起源。貓女一直被認為是名處在道德模糊地帶的角色，一開始被視為蝙蝠俠的其中一名敵人，但在之後的故事線的某些情境中成為了蝙蝠俠的盟友，發展出了著名的愛恨交織的關係。她也是蝙蝠俠最長久的愛人。
女演員兼舞者 卡麥蓉·畢坎多瓦被選擇扮演少女時期的瑟琳娜，在試鏡時被告知她飾演的是一名叫「露西」的小角色，之後在宣布她入選後才發現她真正飾演的角色。畢坎多瓦從以前扮演過貓女的女演員們尋找靈感扮演角色，如蜜雪兒·菲佛、安·海瑟薇 以及其他演員。她希望表演出瑟琳娜·凱爾從未被見識過的那一面，並聚焦在她的過去上。在劇終集向前跳轉至影集10年後的未來，畢坎多瓦對於扮演她角色的成年期感到不是很自在，因此在她的要求下，一名較為年長的女演員被選來扮演成年的瑟琳娜·凱爾。華納兄弟電視公司選擇了莉莉·西蒙斯扮演此角，而西蒙斯與畢坎多瓦則是成年瑟琳娜角色發展上緊密合作。

## 虛構角色傳記

### 第一季
瑟琳娜·凱爾是一名13歲的街頭孤兒兼傑出竊賊。在影集試播集中她目擊了湯瑪士與瑪莎·韋恩的謀殺案，並記住了殺手面具下的臉孔。在從為人偶師工作的綁架犯處被救出後，她與高譚警局 警探吉姆·高登形成了脆弱的聯盟。她像高登保證只要他幫她擺脫法律上的麻煩，她就會協助他解開韋恩夫婦謀殺案。高登讓她暫時居住在韋恩莊園，使她與韋恩夫婦的獨子布魯斯交好。她把他從一幫受僱的殺手中拯救出來後給了他初吻。她也幫助布魯斯找到刺傷他管家阿福·潘尼沃斯的男人瑞吉·佩恩，將其推出窗外殺死以防止他向他的雇主匯報她跟布魯斯正在調查他們。瑟琳娜與 艾薇·派普有聯繫，之後更與高登的前未婚妻芭芭拉·基恩交好。在卡麥·法爾康尼與薩爾·馬洛尼的幫派戰爭期間，瑟琳娜為一名被費雪·穆妮招募入幫的街童之一。當奧斯華·科波特與穆妮在法爾康尼與馬洛尼的幫派瓦解後爭奪黑社會的控制權時，瑟琳娜在衝突期間溜走。

### 第二季
瑟琳娜之後重新浮上檯面並為科波特的幫派工作 ，並試圖從腐敗的億萬富翁西奧·蓋勒文與他的姪女兼瑟琳娜的情場對手希薇·聖克勞手中保護布魯斯。她在布魯斯被聖杜馬教團綁架時與高登及科波特聯手拯救他。她允許布魯斯在街頭上與她同住一陣子，直到高登逃亡進她的住處並參與逮捕愛德華·尼格瑪的行動。當布魯斯在聽到盧修斯·福克斯的研究有所突破而決定回家時，瑟琳娜憤怒地離開。瑟琳娜在布魯斯告訴她布莉姬特·派克仍然生存後之後自願滲透進入阿卡漢瘋人院以揭露雨果·史特蘭奇的實驗，並發現重生並造成為螢火蟲的布莉姬特。瑟琳娜之後要求成為螢火蟲的侍者，並在救出高登、布魯斯、盧修斯後離開阿卡漢。

### 第三季
瑟琳娜接著與復活的費雪·穆妮重新聯合。當一名費雪·穆妮的手下試圖抓獲艾薇，瑟琳娜試圖干預卻目擊費雪·穆妮的手下馬文在艾薇掉入河中之前碰觸到了艾薇的手。在無法得到布魯斯的幫助找回艾薇後，瑟琳娜被詹姆斯·高登找上詢問是否知道傑維斯·泰奇的妹妹愛麗絲·泰奇的相關訊息，他告訴他愛麗絲曾是費雪·穆妮幫派的暫時成員，但之後與穆妮分道揚鑣。之後她與扮演成布魯斯·韋恩，由雨果·史特蘭奇創造的複製人少年實驗品514A接觸。由於對其感到懷疑，因此瑟琳娜決定與他共進晚餐。最後，在514A在瑟琳娜搶劫酒吧失敗時拯救她時，她注意到514A的傷疤而發現其並非布魯斯。514A向他解說狀況後，瑟琳娜告訴他與布魯斯相比他比較正常。因此，514A與瑟琳娜接吻後兩人分道揚鑣。接著，瑟琳娜在企鵝人的排隊中偷錢包時遭遇到成長後的艾薇，但她並沒有認出她。在布魯斯向她傾訴他對她的情愫後，瑟琳娜與他接吻。當艾薇揭曉了她的身分後，瑟琳娜非常震驚並對自己與布魯斯是否在戀愛感到困惑。在協助布魯斯與阿福闖入貓頭鷹法庭的建築後，她們被瑟琳娜久別重逢的母親協助。雖然瑟琳娜的母親似乎想與女兒重新團聚，瑟琳娜之後發現她的母親回來只為了從布魯斯·韋恩那裡榨取金錢。瑟琳娜接著滿是眼淚地告訴母親永遠不要回來高譚，並且因為布魯斯隱瞞這件事而對他滿是怒火，使得她與他分手。
514A在扮演布魯斯好幾天並因為他的實驗瑕疵而面臨死亡時,他試圖找到瑟琳娜一起離開高譚，但她大膽地指出他永遠不會成為像布魯斯一樣的人並說他並不在乎他。她試圖警告阿福，但514A把她推出窗戶後似乎殺死了她。然而，一群貓圍繞著她，她接著被送醫急救，而艾薇則是治癒了她。她隨後回到韋恩莊園試圖殺死514A卻被阿福阻止，但隨後他也發現複製人的真相。阿福希望她幫助他找到布魯斯，但瑟琳娜卻看不出這對她有何好處。阿福因此稱她是個羞恥並防止她再度回來。她後來與企鵝人和艾薇出門但卻被塔比莎、芭芭拉與謎語人捕獲。她藉由背叛企鵝人與對方成功達成協議保護艾薇並拿到錢離開高譚。在她與布魯斯的關係因為愛麗絲·泰奇病毒造成的混亂還有阿福被刺傷而變得更加緊繃時，瑟琳娜與塔比莎·蓋勒文見面，在她試揮塔比莎的皮鞭展示能耐後，她告訴塔比莎她受夠了「只是求生存」。

### 第四季
瑟琳娜與塔比莎在復活後的芭芭拉·基恩向她們賠罪後為她工作，之後在芭芭拉為蘇菲亞·法爾康尼工作時也一樣。維克多·薩斯為瑟琳娜與塔比莎提供了進入企鵝人的犯罪執照系統的機會，在塔比莎拒絕後，瑟琳娜轉為單獨行動。在企鵝人的俱樂部，瑟琳娜與布魯斯的關係又重新回溫，瑟琳娜在冰山俱樂部的屋頂上走動時，布魯斯為他之前的言行舉止向她道歉。兩人之後在穿上私刑者裝備隱藏身份的狀態下遭遇彼此。瑟琳娜為芭芭拉與塔比莎工作，她試圖從企鵝人的貨品中偷取一把刀，而布魯斯則是在遠方監看。當企鵝人的部下目擊布魯斯時，他們對他開火， 讓他得靠格鬥打出一條生路，而瑟琳娜則是空手回到海妖俱樂部。布魯斯隨後在拍賣會買了這把刀，當瑟琳娜要求他把刀給她時遭其拒絕並被他要求離開。當芭芭拉打算關閉海妖俱樂部時，瑟琳娜藉由搶劫暴走族幫派向她證明了她對她們是有價值的。海妖隨後綁架了蘇菲亞·法爾康尼作為對付企鵝人的資產，最後為她工作以扳倒企鵝人，把他送進阿卡漢並奪取他的帝國。
布魯斯與瑟琳娜在海妖俱樂部再度碰面，而布魯斯在殺死忍者大師後開始花天酒地來應對心靈創傷，但瑟琳娜看穿了一切都是他演出來的並為他擔心。在脫離了派對狂歡階段並被艾薇的植物毒素影響後，布魯斯要求瑟琳娜幫助他，但他為了阻止艾薇殺死無辜的人而要布魯斯自己解決他放浪形骸造成的所有後果，尤其是要向阿福道歉。在本季的後半部分，瑟琳娜在她對海妖的忠誠、她的核心價值與她對布魯斯的愛意之間不斷拉扯，使得這三者發生摩擦。最終，這對情侶重歸於好，而瑟琳娜協助布魯斯對抗如傑洛姆·瓦勒斯卡、復活的忍者大師以及稻草人等反派。布魯斯被稻草人的恐懼毒素噴灑，但瑟琳娜成功解救了他。兩人在韋恩莊園共享了一個吻，但之後她被傑洛姆的雙胞胎兄弟傑瑞麥開了一槍造成脊椎受損。當高譚成為無人地帶時，布魯斯說服阿福跟瑟琳娜一起離開並監護她的復原情況。

### 第五季
數日後，瑟琳娜接受手術防止她的脊椎塌陷。在她的自殺舉動被醫護人員阻止後，布魯斯接受一名護士的建議並尋找一名「女巫」的所在。女巫的真實身份是艾薇，其給了布魯斯一顆奇怪的種子治癒瑟琳娜。她痊癒後協助布魯斯與高登對抗傑瑞麥·瓦勒斯卡與德爾塔部隊，而艾薇的種子則是讓她本性的黑暗面覺醒。由於遭受PTSD症狀折磨，瑟琳娜決定在胸口處刺殺傑瑞麥·瓦勒斯卡進行復仇。之後，企鵝人找她協助她抓獲竊賊喜鵲，兩人決定藉由航海離開高譚。然而，瑟琳娜為他工作只是為了殺死他來為塔比莎之死復仇。她最後為了從傑瑞麥·瓦勒斯卡手中拯救布魯斯而放棄復仇。
布魯斯與瑟琳娜共享了一個驚喜約會，而他對她表示了他想離開高譚的念頭，讓她感到傷心。艾薇走了進來，催眠了布魯斯並在瑟琳娜打鬥到一半時離開。瑟琳娜逃離後發現了布魯斯，兩人暴力地搏鬥。她試圖把他從艾薇的催眠下打醒，不斷地打他，哭喊著她不想要他離開。布魯斯之後在吉姆·高登的婚禮上吻了瑟琳娜。 雖然高譚回歸正常，阿福遭到重創，造成布魯斯實行他離開高譚並訓練自己打擊犯罪的計畫。
10年後，瑟琳娜成為珠寶竊賊「貓女」並被一名神秘的蒙面私刑者「蝙蝠俠」監視。瑟琳娜參加了新韋恩塔樓的開幕晚會並把芭芭拉抓去制服被傑瑞麥當成引爆新韋恩塔樓的棋子運用的謎語人。在與真實身份為布魯斯的蝙蝠俠面對面時，他告訴瑟琳娜他離開高譚是為了變得更強大以保護她和整座高譚市。她回應他說她從不需要她的保護，她只需要他。兩人對過去哀嘆後再度重歸於好，但在離開前，布魯斯建議瑟琳娜歸還她偷取的鑽石，而瑟琳娜對此則是低語了一句「才不要」。

## 另見
- 貓女
- 萬惡高譚市角色列表
- 其他媒體中的貓女